# Roberto Rossi (calciatore)
Roberto Rossi (Cesena, 24 marzo 1962) è un allenatore di calcio ed ex calciatore italiano, di ruolo centrocampista, tecnico del Cesena femminile.

## Carriera

### Giocatore
Crebbe nel Cesena senza mai giocare in prima squadra. Nel 1982 passò alla SPAL che non lo schierò mai in campionato e dopo pochi mesi lo cedette alla Rondinella Impruneta dove disputa la sua prima stagione in Serie C1.
Nel 1983 passa al Fano per cinque stagioni e poi al Gubbio per due anni.
Nel 1990 si trasferisce al Venezia dove al primo anno ottiene la promozione dalla Serie C1 alla Serie B, disputando le successive quattro annate nella serie cadetta.
Nel 1995 lascia i lagunari per passare al Forlì dove gioca le sue ultime due stagioni professionistiche.
Ha totalizzato 98 presenze in Serie B segnando 4 reti.

### Allenatore
Chiusa la carriera di giocatore, è rimasto nel mondo del calcio.
Dapprima ha iniziato come collaboratore di Alberto Zaccheroni (sulle panchine di Inter, Lazio e Torino).
In prima persona ha allenato fra i dilettanti il Riccione, il Forlì, il Verucchio e il Santarcangelo.
Dal 2010 è allenatore della Valenzana in Lega Pro Seconda Divisione.
Il 6 novembre 2013, subentra all'esonerato Attilio Bardi sulla panchina del Forlì.
Ottiene la promozione tramite i playoff alla Lega Pro unica, battendo in semifinale e finale Torres e Delta Porto Tolle.
Il presidente Romano Conficconi e il DG Lorenzo Pedroni lo riconfermano per la stagione 2014–2015, a metà della quale per dissidi interni viene esonerato, nonostante un buon margine sulla zona salvezza.
Successivamente, scende tra i giovani del Campionato Primavera con la Spal appena promossa in Serie B.
A Gennaio 2019 diventa il nuovo tecnico del Castelvecchio, squadra romagnola partecipante in Serie B femminile. A Maggio 2019 una volta raggiunta la salvezza rinnova fino al 2022 col club bianconero.

## Statistiche

### Statistiche da allenatore
Statistiche aggiornate al 25 gennaio 2024.
| Stagione         | Squadra             | Campionato       | Campionato | Campionato | Campionato | Campionato | Coppe nazionali | Coppe nazionali | Coppe nazionali | Coppe nazionali | Coppe nazionali | Coppe continentali | Coppe continentali | Coppe continentali | Coppe continentali | Coppe continentali | Altre coppe | Altre coppe | Altre coppe | Altre coppe | Altre coppe | Totale | Totale | Totale | Totale | % Vittorie | Piazzamento       |
| Stagione         | Squadra             | Comp             | G          | V          | N          | P          | Comp            | G               | V               | N               | P               | Comp               | G                  | V                  | N                  | P                  | Comp        | G           | V           | N           | P           | G      | V      | N      | P      | %          | Piazzamento       |
| ---------------- | ------------------- | ---------------- | ---------- | ---------- | ---------- | ---------- | --------------- | --------------- | --------------- | --------------- | --------------- | ------------------ | ------------------ | ------------------ | ------------------ | ------------------ | ----------- | ----------- | ----------- | ----------- | ----------- | ------ | ------ | ------ | ------ | ---------- | ----------------- |
| dic. 2004-2005   | Valleverde Riccione | D                | 18         | 7          | 5          | 6          | CI-D            | -               | -               | -               | -               | -                  | -                  | -                  | -                  | -                  | -           | -           | -           | -           | -           | 18     | 7      | 5      | 6      | 38,89      | Sub., 11º         |
| lug.-set. 2005   | Forlì               | C2               | 3          | 0          | 1          | 2          | CI+CI-C         | 1+0             | 0+0             | 0+0             | 1+0             | -                  | -                  | -                  | -                  | -                  | -           | -           | -           | -           | -           | 4      | 0      | 1      | 3      | &0,00      | Eson.             |
| dic. 2008-2009   | Verucchio           | D                | 20         | 5          | 6          | 9          | CI-D            | -               | -               | -               | -               | -                  | -                  | -                  | -                  | -                  | -           | -           | -           | -           | -           | 20     | 5      | 6      | 9      | 25,00      | Sub., 18º (retr.) |
| 2009-2010        | Santarcangelo       | D                | 38+1       | 16         | 13         | 9+1        | CI-D            | 5               | 4               | 0               | 1               | -                  | -                  | -                  | -                  | -                  | -           | -           | -           | -           | -           | 44     | 20     | 13     | 11     | 45,45      | 5º                |
| 2010-2011        | Valenzana           | 2D               | 32         | 7          | 13         | 12         | CI-LP           | 4               | 1               | 2               | 1               | -                  | -                  | -                  | -                  | -                  | -           | -           | -           | -           | -           | 36     | 8      | 15     | 13     | 22,22      | 13º               |
| 2011-mar. 2012   | Valenzana           | 2D               | 31         | 5          | 7          | 19         | CI-LP           | 5               | 2               | 1               | 2               | -                  | -                  | -                  | -                  | -                  | -           | -           | -           | -           | -           | 36     | 7      | 8      | 21     | 19,44      | Eson.             |
| Totale Valenzana | Totale Valenzana    | Totale Valenzana | 63         | 12         | 20         | 31         |                 | 9               | 3               | 3               | 3               |                    | -                  | -                  | -                  | -                  |             | -           | -           | -           | -           | 72     | 15     | 23     | 34     | 20,83      |                   |
| nov. 2013-2014   | Forlì               | 2D               | 24+4       | 11+2       | 5          | 8+2        | CI-LP           | -               | -               | -               | -               | -                  | -                  | -                  | -                  | -                  | -           | -           | -           | -           | -           | 28     | 13     | 5      | 10     | 46,43      | Sub., 9º          |
| lug.-dic. 2014   | Forlì               | LP               | 18         | 6          | 4          | 8          | CI-LP           | 2               | 0               | 1               | 1               | -                  | -                  | -                  | -                  | -                  | -           | -           | -           | -           | -           | 20     | 6      | 5      | 9      | 30,00      | Eson.             |
| Totale Forlì     | Totale Forlì        | Totale Forlì     | 49         | 19         | 10         | 20         |                 | 3               | 0               | 1               | 2               |                    | -                  | -                  | -                  | -                  |             | -           | -           | -           | -           | 52     | 19     | 11     | 22     | 36,54      |                   |
| 2015-2016        | Romagna Centro      | D                | 38         | 11         | 11         | 16         | CI-D            | 3               | 2               | 0               | 1               | -                  | -                  | -                  | -                  | -                  | -           | -           | -           | -           | -           | 41     | 13     | 11     | 17     | 31,71      | 14º               |
| 2023-gen. 2024   | Russi               | Ecc.             | 22         | 7          | 7          | 8          | CI-Ecc.         | 3               | 1               | 0               | 2               | -                  | -                  | -                  | -                  | -                  | -           | -           | -           | -           | -           | 25     | 8      | 7      | 10     | 32,00      | Eson.             |
| Totale carriera  | Totale carriera     | Totale carriera  | 249        | 77         | 72         | 100        |                 | 23              | 10              | 4               | 9               |                    | -                  | -                  | -                  | -                  |             | -           | -           | -           | -           | 272    | 87     | 76     | 109    | 31,99      |                   |

### Calcio femminile
Statistiche aggiornate al 4 giugno 2025.
| Stagione        | Squadra         | Campionato      | Campionato | Campionato | Campionato | Campionato | Coppe nazionali | Coppe nazionali | Coppe nazionali | Coppe nazionali | Coppe nazionali | Coppe continentali | Coppe continentali | Coppe continentali | Coppe continentali | Coppe continentali | Altre coppe | Altre coppe | Altre coppe | Altre coppe | Altre coppe | Totale | Totale | Totale | Totale | % Vittorie | Piazzamento |
| Stagione        | Squadra         | Comp            | G          | V          | N          | P          | Comp            | G               | V               | N               | P               | Comp               | G                  | V                  | N                  | P                  | Comp        | G           | V           | N           | P           | G      | V      | N      | P      | %          | Piazzamento |
| --------------- | --------------- | --------------- | ---------- | ---------- | ---------- | ---------- | --------------- | --------------- | --------------- | --------------- | --------------- | ------------------ | ------------------ | ------------------ | ------------------ | ------------------ | ----------- | ----------- | ----------- | ----------- | ----------- | ------ | ------ | ------ | ------ | ---------- | ----------- |
| gen.-mag. 2019  | Cesena          | B               | 11         | 6          | 0          | 5          | CI              | -               | -               | -               | -               | -                  | -                  | -                  | -                  | -                  | -           | -           | -           | -           | -           | 11     | 6      | 0      | 5      | 54,55      | Sub., 7º    |
| 2019-2020       | Cesena          | B               | 14         | 3          | 6          | 5          | CI              | 2               | 0               | 1               | 1               | -                  | -                  | -                  | -                  | -                  | -           | -           | -           | -           | -           | 16     | 3      | 7      | 6      | 18,75      | 9º          |
| 2020-2021       | Cesena          | B               | 26         | 11         | 6          | 9          | CI              | 2               | 0               | 0               | 2               | -                  | -                  | -                  | -                  | -                  | -           | -           | -           | -           | -           | 28     | 11     | 6      | 11     | 39,29      | 6º          |
| 2021-apr. 2022  | Cesena          | B               | 20         | 6          | 6          | 8          | CI              | 2               | 0               | 0               | 2               | -                  | -                  | -                  | -                  | -                  | -           | -           | -           | -           | -           | 22     | 6      | 6      | 10     | 27,27      | Eson.       |
| Totale carriera | Totale carriera | Totale carriera | 71         | 26         | 18         | 27         |                 | 6               | 0               | 1               | 5               |                    | -                  | -                  | -                  | -                  |             | -           | -           | -           | -           | 77     | 26     | 19     | 32     | 33,77      |             |